# Obata Masamori
Obata Masamori (jap. 小幡 昌盛; * 1534; † 29. März 1582), auch bekannt unter dem Namen Obata Nobusada, war ein Japanischer Samurai. Er ist bekannt als einer der 24 Generäle. Er war der Sohn von Obata Toramori, und stammte aus der westlichen Provinz Kōzuke. Er floh von dort, um sich um 1560 den Takeda anzuschließen. Masamori wurde später der Burgherr über die Burg Kaizu in der Provinz Shinano. 
Da er aus einer Provinz kam, die von den Takeda erobert worden war, gehörte Masamori zu den sakikata-shu (eine Gruppe besiegter Gegner) innerhalb des Takeda Staates, aber er stellte wiederholt seine Treue zu den Takeda unter Beweis. Er kämpfte für die Takeda in der Mimasetoge (1569) und in der Schlacht von Mikatagahara (1573), wo er die Vorhut der Kavallerie führte. Bei der für die Takeda desaströsen Schlacht von Nagashino (1575) trat er mit dem größten Kontingent an Kavallerie in den Kampf ein, befehligte 500 berittene Samurai und 1000 Fußsamurai (Bei den Takeda waren einem Reiter je zwei Fußsoldaten zugeteilt). Er kämpfte in der zentralen Abteilung, die von Takeda Nobukado angeführt wurde, und stürmte die Oda Linie an der Seite der anderen Kozuke Kriegsherren. Als die Takeda jedoch nicht durch die Bambuspallisaden und das Salvenfeuer durchbrechen konnten, wurde zum Rückzug geblasen; zu diesem Zeitpunkt hatte die gefürchtetste Kavallerie des Landes allerdings schon immense Verluste zu beklagen, was den Untergang der Takeda vorwegnahm. Die Wunden, die er in dieser Schlacht erlitten hatte, führten zu Masamoris Tod. Mit ihm starb ein Drittel der 24 Generäle.